# Virginidad religiosa

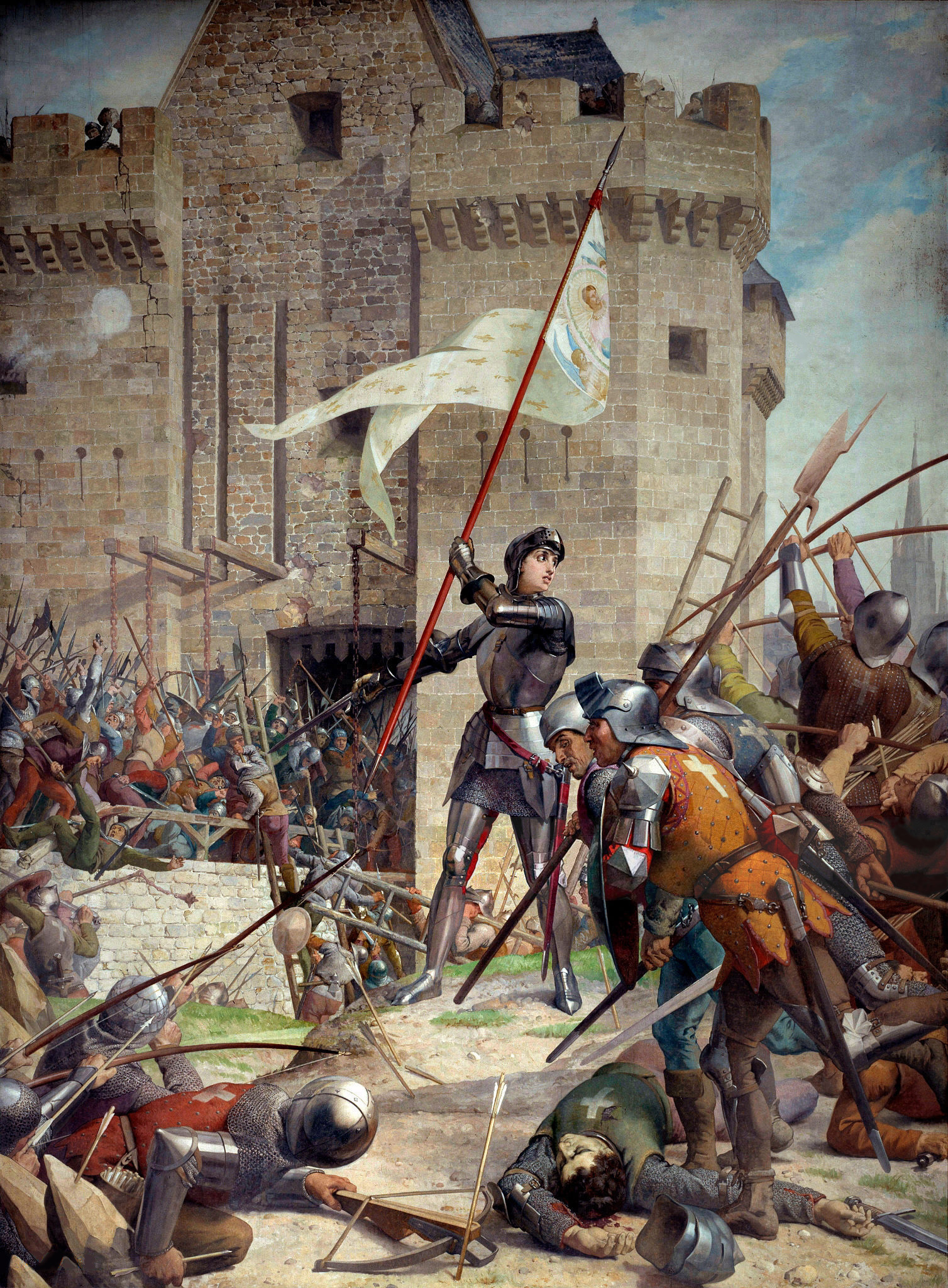
Santa Juana de Arco, la virgen victoriosa de Orléans

Virginidad religiosa, denominada también Virginidad sacra, Sagrada Virginidad o Santa Virginidad, es un concepto importante en la tradición cristiana, especialmente en lo que dice respecto a la Virgen María que ocupa un lugar central en el dogma católico y ortodoxo. Los votos de castidad y celibato son necesarios para entrar en la vida monástica o en el sacerdocio.
La sagrada virginidad y la perfecta castidad, considera la Iglesia católica, cuando consagrada al servicio de Dios, uno de los más "preciosos tesoros" dejados por Cristo a su Iglesia. Afirma también la Doctrina de la Iglesia Católica que la santa virginidad es más excelente que el matrimonio, esto en el Concilio de Trento. 
Sobre el tema afirma Juan Pablo II en la exhortación apostólica Familiaris consortio (n. 16):

«Permaneciendo en el celibato, el hombre puede entregar a Dios un corazón indivisible, según el modelo de su Hijo, Jesucristo, que al Padre entregó el amor exclusivo y total de su corazón. Y entonces el hombre conquista el pico más alto, el vértice del testimonio cristiano: "Tornando libre de un modo singular el corazón humano (...) la virginidad testifica que el Reino de Dios y su justicia son aquella perla que debemos preferir a cualquier otro valor."»

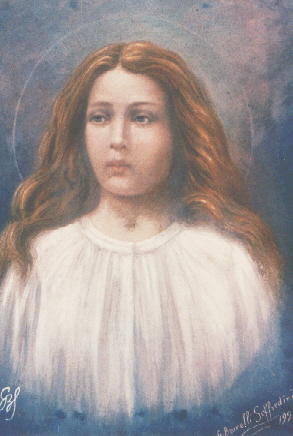
Santa María Goretti, virgen y mártir

Muchos son los documentos de la Iglesia que alaban la sagrada virginidad y la castidad perfecta del Reino de los Cielos. Pío XII, en la encíclica Sacra virginitas sobre la sagrada virginidad afirma ser esta La joya más hermosa de la Iglesia (...) y que la virginidad bien merece el nombre de virtud angélica. 
Escribieron, entre otros muchos escritores cristianos, acerca de la alabanza de la virginidad consagrada:
- San Ambrosio, De Virginibus, De Virginitate De Institutione Virginis y de Exhortatio Virginitatis.
- San Agustín, De Sancta Virginitate;
- San Cipriano, De Habitu Virginum;
- San Metodio, Convivium decem virginum;
- Buenaventura de Fidanza, De Perfectione Evangelica
- Santo Tomás de Aquino, Suma Teológica, II-II, q. 186, a.4;
- San Pedro Damián, De Caelibatu Sacerdotum;
- San Juan Crisóstomo, De Virginitate;